# Лејвер куп 2017.
Лејвер куп 2017. је било прво издање Лејвер купа, међународног тимског тениског турнира на ком се надмећу тим Европе и тим остатка света. Турнир је одржан у дворани у О2 арени у Прагу, од 22. до 24. септембра 2017.
Тим Европе је однео победу над тимом света, 15-9, а одлучујуће бодове им је донео Роџер Федерер тријумфом над Ником Кириосом у неизвесном дуелу где је спасао меч лопту. Турнир је обележен првим партнерством Федерера и Рафаела Надала у дублу (били су успешни против америчке комбинације Сок/Квери).

## Пријављивање играча
24. августа 2016, Роџер Федерер и Рафаел Надал су постали први играча који су потврдили учешће, играјући за тим Европе. 15. маја 2017, више од осам месеци касније, Милош Раонић је постао први играч који се пријавио за учешће у тиму света. До 24. августа 2017. су одабрани свих 12 играча, по 6 у оба тима: Роџер Федерер, Рафаел Надал, Александар Зверев, Марин Чилић, Доминик Тим и Томаш Бердих у тиму Европе, и Милош Раонић, Џон Изнер, Џек Сок, Сем Квери, Хуан Мартин дел Потро и Денис Шаповалов у тиму света. Недуго потом, Раонић се повукао с турнира и замењен је Ником Кириосом. Касније је Френсис Тијафо заменио дел Потра који се такоће повукао.
Бивши велики ривали Бјерн Борг из Шведске (тим Европе) и Џон Макенро из САД (тим света) су били капитени тимова ове године.

## Учесници
| Тим Европе                | Тим Европе |
| ------------------------- | ---------- |
| Капитен: Бјерн Борг       |            |
| Подкапитен: Томас Енквист |            |
| Играч                     | Ренкинг*   |
| Рафаел Надал              | 1          |
| Роџер Федерер             | 2          |
| Александар Зверев         | 4          |
| Марин Чилић               | 5          |
| Доминик Тим               | 7          |
| Томаш Бердих              | 19         |
| Фернандо Вердаско         | 40         |

| Тим света                  | Тим света |
| -------------------------- | --------- |
| Капитен: Џон Макенро       |           |
| Подкапитен: Патрик Макенро |           |
| Играч                      | Ренкинг*  |
| Милош Раонић               | 11        |
| Сем Квери                  | 16        |
| Џон Изнер                  | 17        |
| Ник Кириос                 | 20        |
| Џек Сок                    | 21        |
| Хуан Мартин дел Потро      | 24        |
| Денис Шаповалов            | 51        |
| Френсис Тијафо             | 72        |
| Танаси Кокинакис           | 215       |

|  | Повукао се |
|  | Измена     |

* Појединачни ренкинг од 18. септембра 2017.

## Мечеви
Свака победа вреди 1 бод првог дана, 2 бода другог дана и 3 бода трећег. Тим који први освоји 13 поена осваја турнир. Укупно се игра 12 мечева током три дана (девет појединачних и три меча у паровима) и укупно је 24 поена у игри. Међутим, пошто се прва два дана може освојити само 12 поена, ниједан тим не може бити проглашен победником све до последњег дана такмичења.
| Дан | Датум     | Врста меча  | Тим Европе                   | Поени | Тим света            | Резултат                     | Укупно поена |
| --- | --------- | ----------- | ---------------------------- | ----- | -------------------- | ---------------------------- | ------------ |
| 1   | 22. септ. | Појединачно | Марин Чилић                  | 1–0   | Френсис Тијафо       | 7–6(7–3), 7–6(7–0)           | 1–0          |
| 1   | 22. септ. | Појединачно | Доминик Тим                  | 1–0   | Џон Изнер            | 6–7(15–17), 7–6(7–3), [10–7] | 2–0          |
| 1   | 22. септ. | Појединачно | Александар Зверев            | 1–0   | Денис Шаповалов      | 7–6(7–3), 7–6(7–5)           | 3–0          |
| 1   | 22. септ. | Парови      | Томаш Бердих/ Рафаел Надал   | 0–1   | Ник Кириос / Џек Сок | 3–6, 7–6(9–7), [7–10]        | 3–1          |
| 2   | 23. септ. | Појединачно | Роџер Федерер                | 2–0   | Сем Квери            | 6–4, 6–2                     | 5–1          |
| 2   | 23. септ. | Појединачно | Рафаел Надал                 | 2–0   | Џек Сок              | 6–3, 3–6, [11–9]             | 7–1          |
| 2   | 23. септ. | Појединачно | Томаш Бердих                 | 0–2   | Ник Кириос           | 6–4, 6–7(4–7), [6–10]        | 7–3          |
| 2   | 23. септ. | Парови      | Роџер Федерер / Рафаел Надал | 2–0   | Сем Квери / Џек Сок  | 6–4, 1–6, [10–5]             | 9–3          |
| 3   | 24. септ. | Парови      | Томаш Бердих/ Марин Чилић    | 0–3   | Џон Изнер / Џек Сок  | 6–7(5–7), 6–7(6–8)           | 9–6          |
| 3   | 24. септ. | Појединачно | Александар Зверев            | 3–0   | Сем Квери            | 6–4, 6–4                     | 12–6         |
| 3   | 24. септ. | Појединачно | Рафаел Надал                 | 0–3   | Џон Изнер            | 5–7, 6–7(1–7)                | 12–9         |
| 3   | 24. септ. | Појединачно | Роџер Федерер                | 3–0   | Ник Кириос           | 4–6, 7–6(8–6), [11–9]        | 15–9         |

## Статистика играча
| Држ.                      | Играч             | Тим    | Год. | Бр. уч. | Бр. меч. | Освојени поени | Освојени поени | Освојени поени | Поб–пор | Поб–пор     | Поб–пор |
| Држ.                      | Играч             | Тим    | Год. | Бр. уч. | Бр. меч. | Укупно         | Појединачно    | Парови         | Укупно  | Појединачно | Парови  |
| ------------------------- | ----------------- | ------ | ---- | ------- | -------- | -------------- | -------------- | -------------- | ------- | ----------- | ------- |
| Аустралија                | Ник Кириос        | Свет   | 2017 | 1       | 3        | 3–3            | 2–3            | 1–0            | 2–1     | 1–1         | 1–0     |
| Аустрија                  | Доминик Тим       | Европа | 2017 | 1       | 1        | 1–0            | 1–0            | 0–0            | 1–0     | 1–0         | 0–0     |
| Канада                    | Денис Шаповалов   | Свет   | 2017 | 1       | 1        | 0–1            | 0–1            | 0–0            | 0–1     | 0–1         | 0–0     |
| Хрватска                  | Марин Чилић       | Европа | 2017 | 1       | 2        | 1–3            | 1–0            | 0–3            | 1–1     | 1–0         | 0–1     |
| Чешка                     | Томаш Бердих      | Европа | 2017 | 1       | 3        | 0–6            | 0–2            | 0–4            | 0–3     | 0–1         | 0–2     |
| Њемачка                   | Александар Зверев | Европа | 2017 | 1       | 2        | 4–0            | 4–0            | 0–0            | 2–0     | 2–0         | 0–0     |
| Шпанија                   | Рафаел Надал      | Европа | 2017 | 1       | 4        | 4–4            | 2–3            | 2–1            | 2–2     | 1–1         | 1–1     |
| Швајцарска                | Роџер Федерер     | Европа | 2017 | 1       | 3        | 7–0            | 5–0            | 2–0            | 3–0     | 2–0         | 1–0     |
| Сједињене Америчке Државе | Џон Изнер         | Свет   | 2017 | 1       | 3        | 6–1            | 3–1            | 3–0            | 2–1     | 1–1         | 1–0     |
| Сједињене Америчке Државе | Сем Квери         | Свет   | 2017 | 1       | 3        | 0–7            | 0–5            | 0–2            | 0–3     | 0–2         | 0–1     |
| Сједињене Америчке Државе | Џек Сок           | Свет   | 2017 | 1       | 4        | 4–4            | 0–2            | 4–2            | 2–2     | 0–1         | 2–1     |
| Сједињене Америчке Државе | Френсис Тијафо    | Свет   | 2017 | 1       | 1        | 0–1            | 0–1            | 0–0            | 0–1     | 0–1         | 0–0     |